# Willibald Zechner
Willibald Zechner (* 7. Juli 1965 in Schladming) ist ein ehemaliger österreichischer Skirennläufer und heutiger Trainer.

## Biografie
Zechner besuchte die Skihauptschule und die Skihandelsschule in Schladming. Er gehörte zunächst mehrere Jahre dem steirischen Landeskader an, gewann unter anderem 1984 den FIS-Riesenslalom in Haus im Ennstal und fuhr bei den österreichischen Meisterschaften 1983 auf den sechsten sowie 1987 auf den fünften Platz in der Kombination. Im Herbst 1987 bekam er die Möglichkeit, an einem Training mit der Mannschaft des Österreichischen Skiverbandes teilzunehmen. Dabei zeigte er derart gute Leistungen, dass er am 7. Dezember 1987 in der ersten Abfahrt der Saison 1987/88 in Val-d’Isère zu seinem Debüt im Weltcup kam. Der damals 22-Jährige beendete dieses Rennen an 30. Position, sorgte aber bereits fünf Tage später für größere Aufmerksamkeit, als er in der Abfahrt von Gröden mit der hohen Startnummer 48 den elften Platz erreichte.
Zurückgeworfen durch Verletzungen blieb dies vorerst sein bestes Weltcupresultat, bis er im Jänner 1989 in zwei Kombinationen unter die besten zehn fuhr: In der Hahnenkammkombination von Kitzbühel wurde er Neunter und in der Lauberhornkombination von Wengen Zehnter. Im nächsten Monat erreichte er bei den österreichischen Meisterschaften 1989 den dritten Rang in der Abfahrt. Nach einer weiteren Verletzung verlor Zechner im Frühjahr 1990 seine ÖSV-Kaderzugehörigkeit, worauf er seine Karriere als Skirennläufer beendete. Heute ist Zechner Trainer, unter anderem an der Skihandelsschule Schladming, und Sportlicher Leiter für den Alpinen Skisport im Steirischen Skiverband.